# Morrison (Oklahoma)
Morrison – miasto w Stanach Zjednoczonych, w stanie Oklahoma, w hrabstwie Noble.